# Podoprion ruffoi
Podoprion ruffoi is een vlokreeftensoort uit de familie van de Podoprionidae. De wetenschappelijke naam van de soort is voor het eerst geldig gepubliceerd in 1996 door Lowry & Stoddart.